# Montedonzelli
Montedonzelli è una stazione della linea 1 della metropolitana di Napoli.

## Storia
I lavori per la costruzione della stazione ebbero inizio nel 1985 e comportarono una spesa complessiva di circa 62,8 milioni di euro. Fu poi inaugurata il 28 marzo 1993, contemporaneamente all'attivazione della prima tratta Vanvitelli-Colli Aminei.
Nel febbraio 2006 è stata inaugurata una seconda uscita, mediante la costruzione di una galleria sotterranea sotto via Pietro Castellino, che la collega con via Francesco Dell'Erba e via Montedonzelli, da cui la stazione prende il nome.

## Strutture e impianti
La stazione, sotterranea, è locata in via Gioacchino Murat, una strada pedonale che collega via Pietro Castellino e via San Giacomo dei Capri, a nord del quartiere Arenella. Occupa una superficie di 5 897 m², con un'area di intervento pari a 7 600 m². La profondità della stazione è di 25 metri, presenta una pendenza del 5,5% e dispone di 7 impianti e 2 uscite.
L'esterno della stazione è caratterizzato da ampi spazi verdi e aree di svago, mentre l'uscita secondaria di via Dell'Erba è munita di marciapiede mobile. La struttura è molto frequentata data la vicinanza dell'istituto tecnico commerciale "Enrico De Nicola".

## Servizi
La stazione dispone di:
- Biglietteria automatica

## Interscambi
- Fermata autobus

## Galleria d'immagini

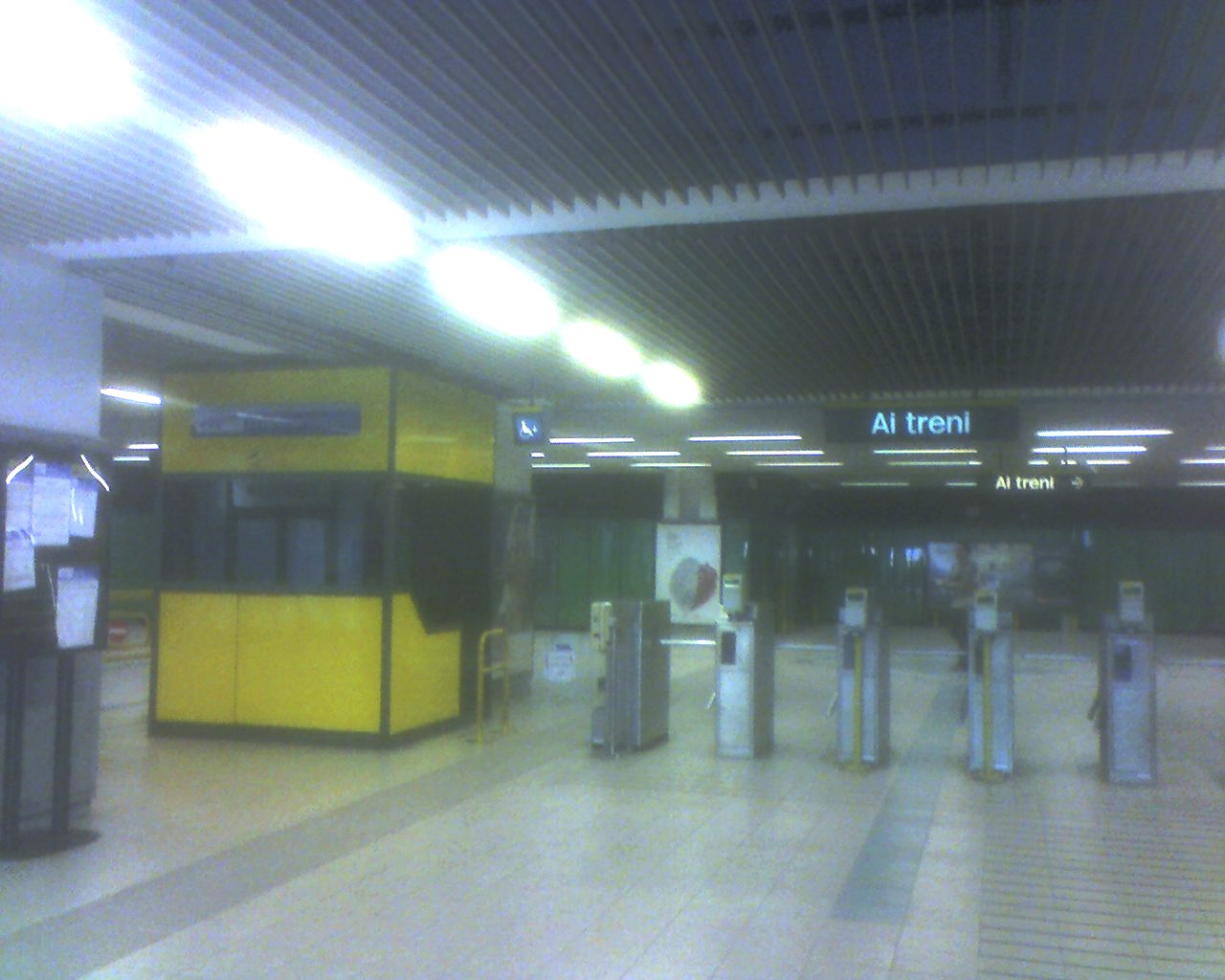
I tornelli della stazione
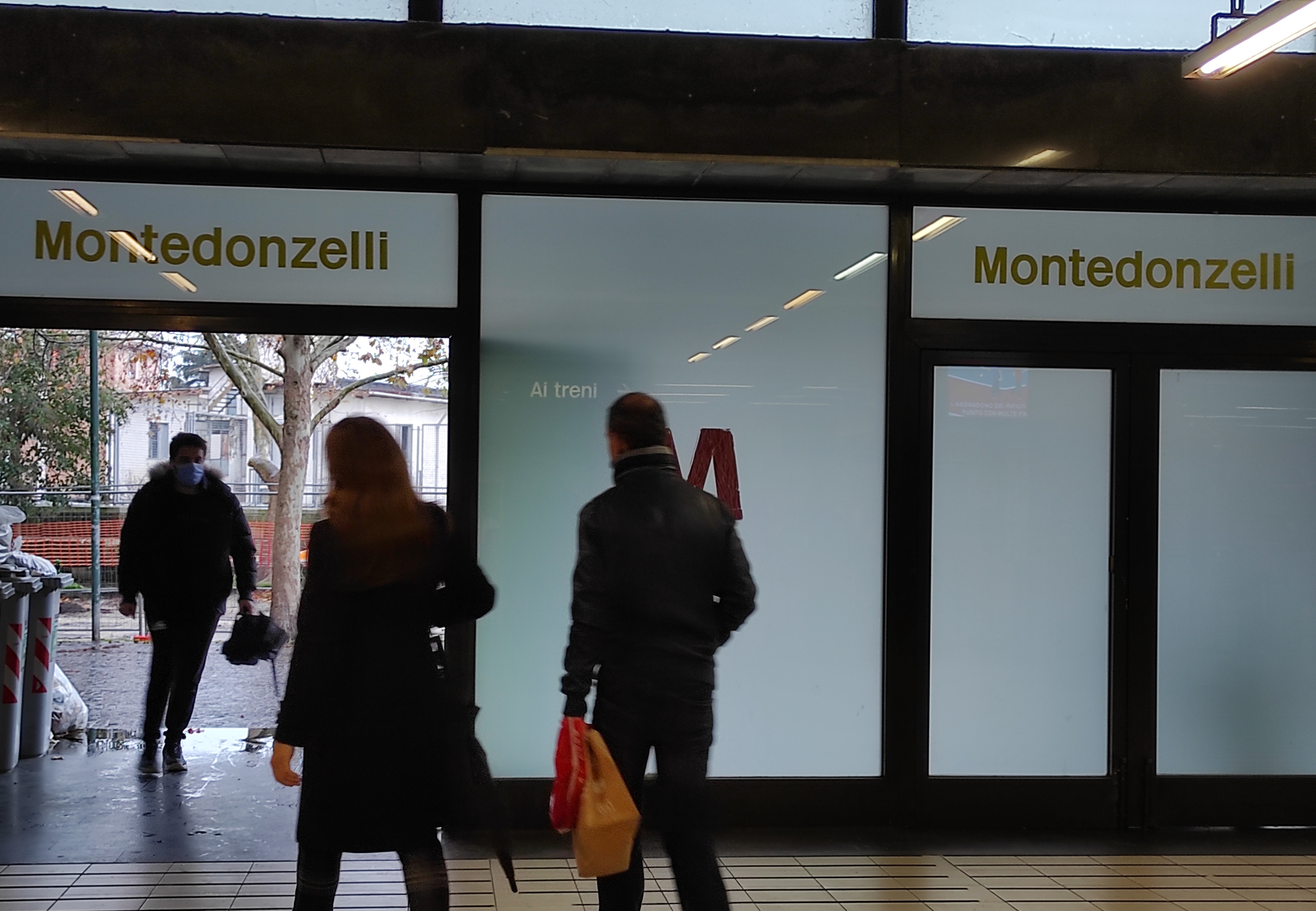
Gli accessi alla stazione visti dall'atrio interno
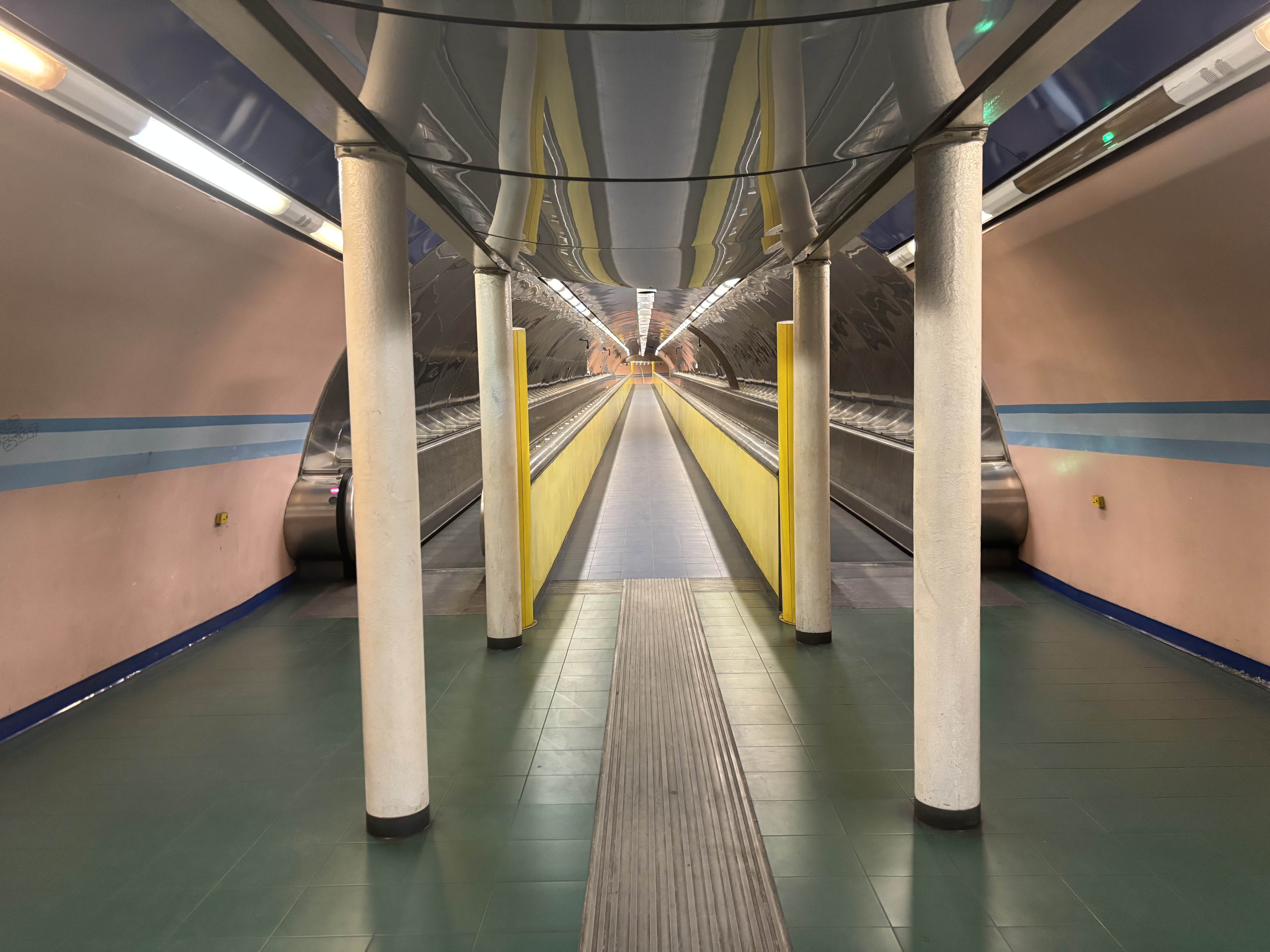
Il corridoio di collegamento con l'uscita secondaria di via Dell'Erba
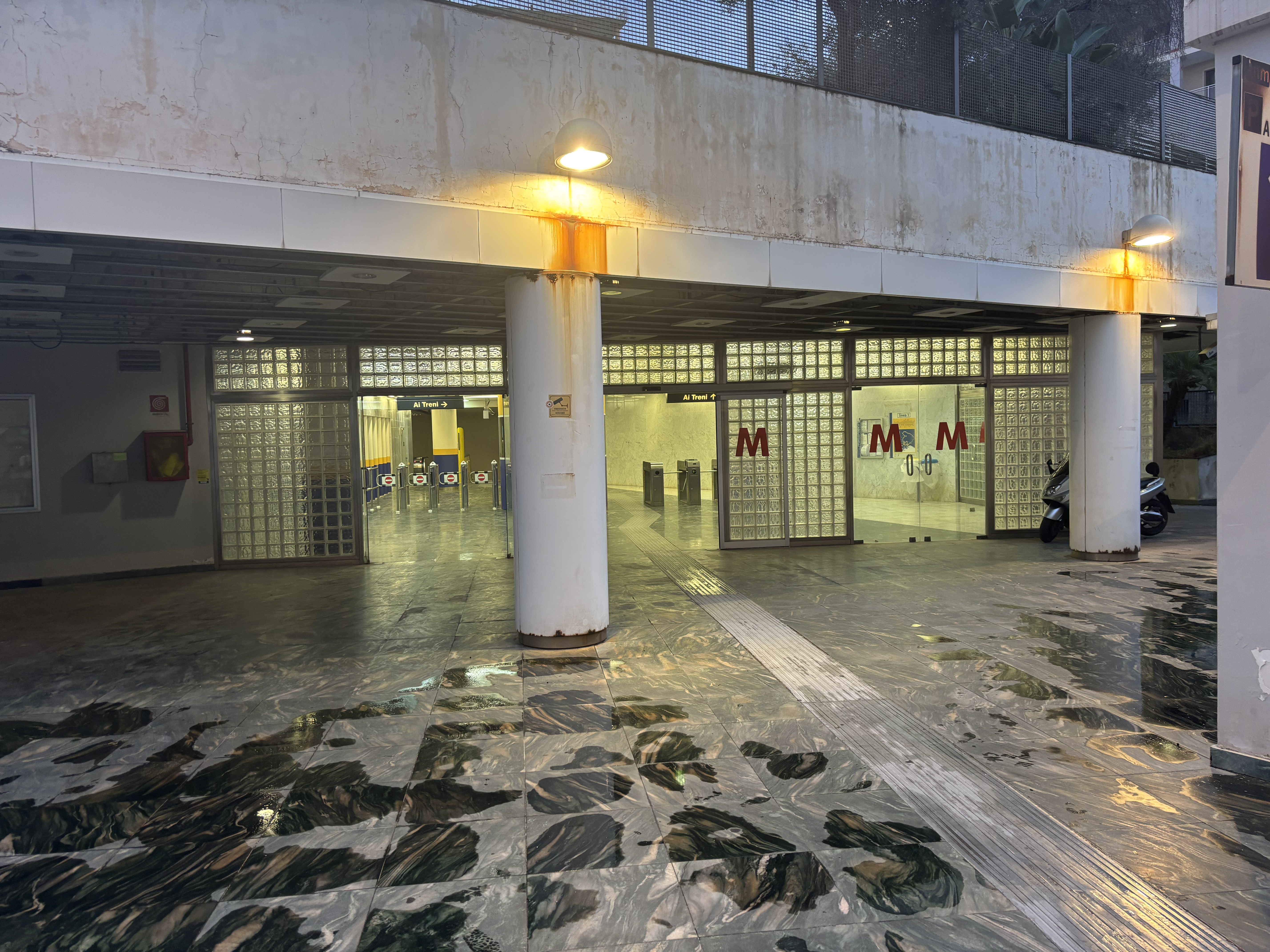
L'ingresso dell'uscita secondaria di via Dell'Erba